# Antoine Bibesco
Le prince Antoine Bibesco, né à Tours le 20 juillet 1878 et mort à Paris le 2 septembre 1951, est un diplomate roumain élevé en France, qui fut un ami proche de Marcel Proust.

## Biographie
Antoine Bibesco est le fils du prince Alexandre Bibesco, dernier fils survivant de l'ultime hospodar de Valachie Georges III Bibesco ; sa mère, la princesse Hélène Bibesco, née Epourano, est la fille d'un ancien Premier ministre de Roumanie. Le prince Antoine et son frère le prince Emmanuel sont élevés à Paris au 69 rue de Courcelles. Ils passent leurs vacances dans leur domaine de Craiova, qui appartient à la famille, jusqu'à leur expulsion par le pouvoir communiste, après la Seconde Guerre mondiale.
Sa mère, la princesse Hélène, tient un salon fort réputé à Paris, où le jeune homme rencontre entre autres les musiciens Claude Debussy, Fauré, Charles Gounod et Camille Saint-Saëns, les peintres Pierre Bonnard et Édouard Vuillard, le sculpteur Aristide Maillol, ainsi qu'Anatole France et surtout Marcel Proust (qui grandit également rue de Courcelles), dont il devient avec son frère un ami proche, surtout à partir de 1901. Proust appelle Antoine Bibesco « Un titan formidable et charmant », dont les paroles « distillent un miel délicieux et ne manquent pas, malgré cela, d'un certain aiguillon. » Les parents du jeune homme sont des mécènes du milieu musical et pictural et commandent des œuvres à Edgar Degas et Georges Enesco. Antoine Bibesco continue la tradition familiale en commandant des tableaux à son ami Vuillard.
Il fait ses études secondaires en Angleterre et en France. Il est diplômé en lettres et en droit à Paris. 
Son amitié avec Proust dure jusqu'à la mort de ce dernier en 1922. Il est Ocsebib et Proust est surnommé Lecram. Le prince Bibesco tente de faire publier À la recherche du temps perdu par André Gide à la Nouvelle Revue française, mais n'y parvient pas. Bibesco inspire Proust pour certains des traits de Robert de Saint-Loup. Il se rendait souvent en visite le soir chez Proust, qui vivait reclus dans son appartement, pour lui raconter avec esprit les derniers faits des gens du monde.
Bibesco publie plus tard sa correspondance avec l'écrivain. L’Académie française lui décerne le prix Saintour en 1950. Il écrit lui-même des pièces de théâtre en français, qui sont aujourd'hui oubliées. Une de ses pièces rencontre toutefois un certain succès à Broadway en 1930 (Ladies All). Il traduit aussi en français Week end de Noel Coward et Le Domaine de John Galsworthy.

## Carrière diplomatique

Antoine Bibesco au travail à l'ambassade roumaine aux États-Unis (1924).

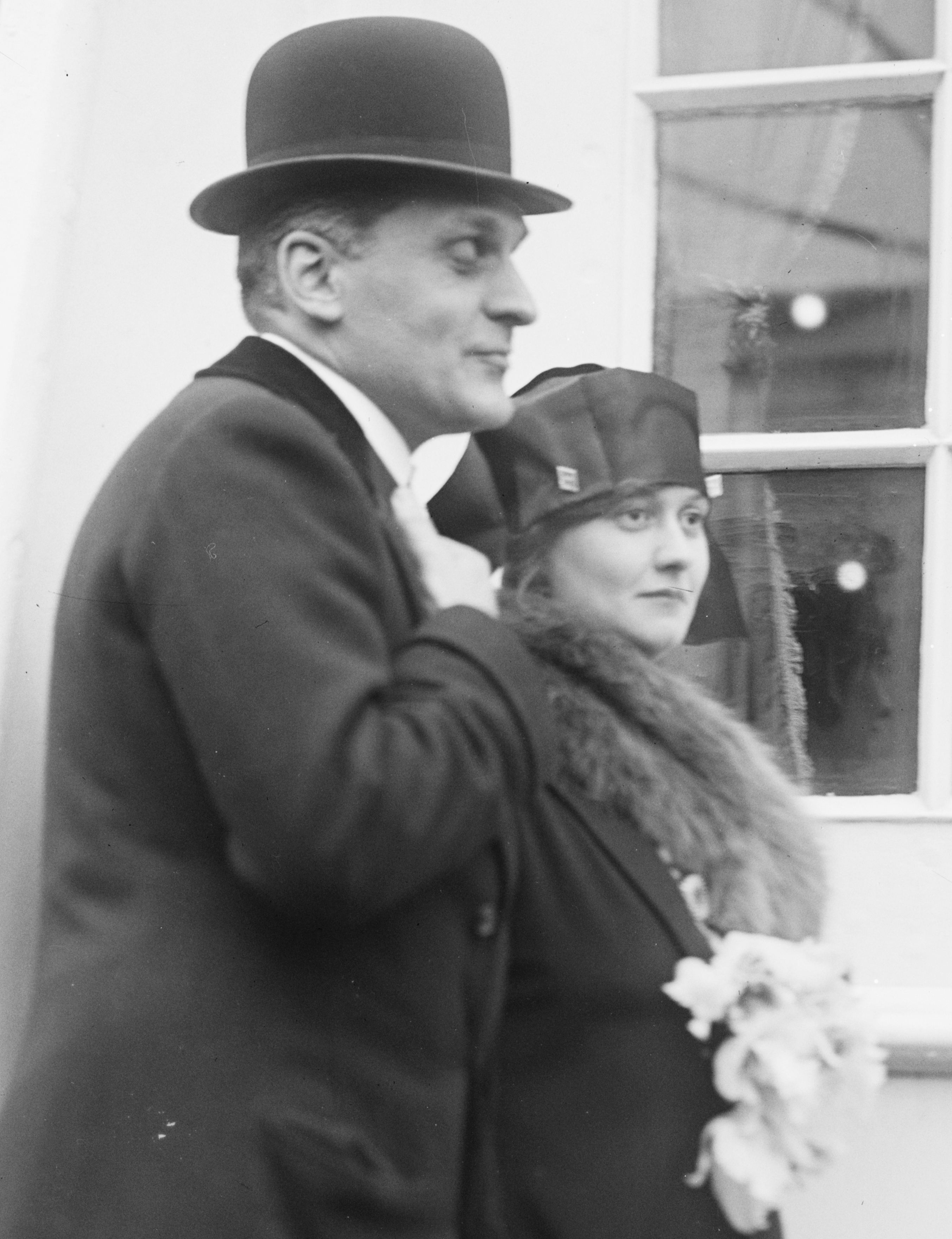
Le prince et la princesse Bibesco.

Antoine Bibesco entre dans la carrière diplomatique en 1900. Il est d'abord conseiller de la légation roumaine à Paris, à Saint-Pétersbourg, puis premier secrétaire à Londres en 1914. En 1918, il fait partie du cercle des amis d'Herbert Asquith, ancien Premier ministre britannique. À l'époque, le prince Bibesco a une liaison avec Enid Bagnold, mais il tombe amoureux de la fille d'Asquith, Elizabeth, qui n'a que vingt-et-un ans alors qu'il en a quarante. Lady Asquith estime qu'il aura une bonne influence sur sa fille et écrit : « Quel gentilhomme ! Il n'y a aucun gentleman de la sorte dans ma famille et aucun qui n'ait reçu une telle éducation. » Le mariage a lieu le 29 avril 1919 en l'église anglicane St. Margaret's de Westminster. C'est l'événement mondain de l'année auquel assiste même la reine-mère Alexandra. George Bernard Shaw fait aussi partie des invités. De cette union est issue une fille unique, Priscilla (1920-2004).
Le mariage n'empêche pas le prince Bibesco d'entretenir des liaisons féminines. Rebecca West, avec qui il aura une courte liaison en 1927, le surnomme « l'athlète du boudoir ». Elle se rendra compte, à une réception à l'ambassade d'Angleterre à Paris, que beaucoup des dames présentes ont été par le passé les maîtresses du prince.
Il poursuit sa carrière diplomatique à Washington, où il est ministre plénipotentiaire de la légation roumaine de 1920 à 1926, puis à Madrid de 1927 à 1933. Le Premier ministre roumain, Titulescu, rappelle en 1936 tout le personnel diplomatique et le prince remplit la tâche difficile d'assurer la France et la Grande-Bretagne que le royaume de Roumanie ne tombera pas du côté du fascisme.
Il vit en Roumanie à partir de 1939. Sa femme meurt en 1945 et ses propriétés sont confisquées par le régime communiste. Il ne retournera plus dans son pays. Il revient vivre à Paris, au 45, quai de Bourbon, à la pointe de l’île Saint-Louis, demeure à Paris des Bibesco depuis 1919, où il meurt en 1951. Il est enterré à Paris[Où ?], loin de sa femme, la princesse Elizabeth, inhumée dans la nécropole familiale des Bibesco, leur ancien palais de Mogoșoaia, Roumanie.
Enid Bagnold écrit à sa mort dans The Times : « Il avait trois tombeaux dans son cœur, qu'il n'a en fin de compte selon moi jamais pu fermer : celui de sa mère, de son frère Emmanuel, et de sa femme ».

## Œuvre
- La Lutte, pièce de théâtre
- Un Jaloux, pièce de théâtre, montée en 1904 au théâtre Marigny
- Jacques Abran, pièce de théâtre montée au théâtre Réjane
- « Mon petit Antoine », correspondance et conversations avec Marcel Proust, Arfuyen, 2022